# Alexander Borovsky
Alexander Borovsky, Александр Кириллович Боровский, (Jelgava, 1889. március 18. – Waban, 1968. április 27.) amerikai (orosz származású) zongoraművész, zenetanár.

## Pályafutása
Borovsky első zongoratanára édesanyja volt − a nagy orosz zongoraművész, Vaszilij Szafonov (Василий Ильич Сафонов) egykori tanítványa. Borovsky fanulmányait a Szentpétervári Rimszkij-Korszakov Konzervatóriumban végezte el 1912-ben − aranyéremmel és Anton Rubinstein-díjjal. Nagy figyelmet keltett az 1912-es Anton Rubinstein-versenyen, amelyet meg is nyert. Zenei tanulmányai mellett a Szentpétervári Egyetemen jogi diplomát is szerzett.
Mesterkurzusokat tartott a Moszkvai Konzervatóriumban 1915 és 1921 között.
Borovsky otthon, majd Európában is hírnévre tett szert. 1937-ben szinte kizárólag Johann Sebastian Bach műveinek előadására szentelte magát. Az Első világháború kitörésekor először Dél-Amerikába költözött – ahol folytatta Bach-koncertjeit. Ezek voltak első Bach-előadások, amelyet számos latin-amerikai fővárosban bemutattak. A Buenos Airesi Bach-estek  elismerést váltottak ki, és ennek eredményeként meghívást kapott, hogy ismételje meg előadásait a brazil São Pauloban. Borovsky ezután elvitte Bach-programjait az Egyesült Államokba.
Az Októberi forradalom után elhagyta Oroszországot. Európában kezdett turnézni, majd 1923-ban debütált az Egyesült Államokban, a Carnegie Hallban. 1941-ben amerikai állampolgárságot kapott, majd 1956-ban a Bostoni Egyetem professzora lett. Európa, valamint Észak- és Dél-Amerika összes jelentős zenekarának szólistájaként szerepelt több mint harminc éven át. Ezzel egy időben megkezdte Bach és Liszt Ferenc néhány nagy művének előadását. Ő az első művész, aki Bach mind a harminc „Inventionen und Sinfonien”-t, valamint Liszt összes „Magyar rapszódiáját” rögzítette.
Borovsky a massachusettsi Wabanban halt meg 1968. április 27-én, és a Newton temetőben nyugszik.

## Lemezek
- https://www.discogs.com/de/artist/2234583-Alexander-Borovsky?srsltid=AfmBOooJNPcQllgph7hrXOETex6jN9Kzdya1JJbfn0VfYIcV91bYAHg-
- https://soundcloud.com/alexanderborovsky

## Fordítás
- Ez a szócikk részben vagy egészben  az   Alexander Borovsky című francia Wikipédia-szócikk ezen változatának fordításán alapul.  Az eredeti cikk szerkesztőit annak laptörténete sorolja fel. Ez a jelzés csupán a megfogalmazás eredetét és a szerzői jogokat jelzi, nem szolgál a cikkben szereplő információk forrásmegjelöléseként.